# 칠서초등학교 이룡분교
칠서초등학교 이룡분교는 대한민국 경상남도 함안군에 있는 공립 초등학교이다.

## 학교 연혁
- 1938년 3월 21일 칠서공립심상소학교 이룡분교장 설립인가
- 1943년 4월 14일 이룡국민학교 승격
- 1943년 5월 1일 이룡국민학교 개교
- 1996년 3월 1일 이룡초등학교로 교명 변경
- 2008년 3월 1일 칠서초등학교 이룡분교장으로 격하

## 참고 자료
- 칠서초등학교이룡분교장 - 한국교육학술정보원 학교알리미
- 칠서초등학교 이룡분교  - 공식 웹사이트